# Raoni Barcelos
Raoni Barcelos (Rio de Janeiro, 1 de maio de 1987) é um lutador de MMA brasileiro que compete no Peso Galo do Ultimate Fighting Championship. Ele é profissional desde 2012.

## Vida pessoal
Raoni Barcelos nasceu no bairro de Marechal Hermes , Rio de Janeiro. Ele é filho do lendário faixa coral de Jiu-Jitsu Laerte Barcelos.

## Carreira no MMA
Raoni foi contratado pelo UFC em 17 de Outubro de 2017, após somar um cartel de 11-1 lutando em organizações menores.

### UFC
Raoni fez sua estreia no UFC contra o americano Kurt Holobaugh em 14 de Julho de 2018 no UFC Fight Night: dos Santos vs. Ivanov. Ele venceu via nocaute no terceiro round.
Em sua segunda luta, Raoni enfrentou Chris Gutierrez em 30 de Novembro de 2018 no The Ultimate Fighter: Heavy Hitters Finale. Ele venceu via finalização com um mata leão no segundo round.
Raoni estava escalado para enfrentar o russo Said Nurmagomedov no UFC 237: Namajunas vs. Andrade. Porém, Nurmagomedov teve que se retirar da luta devido a uma lesão. Com isso, ele foi substituído pelo peruano Carlos Huachín. Apesar do pouco tempo de preparação para estudar o adversário, Raoni venceu a luta via Nocaute técnico no segundo round. 
A luta contra o russo Said Nurmagomedov foi remarcada para o dia 21 de Dezembro de 2019 no UFC Fight Night: Edgar vs. Korean Zombie. Raoni venceu a luta por decisão unânime.

## Cartel no MMA
| Cartel no MMA   |             |            |
| 19 lutas        | 16 vitórias | 3 derrotas |
| Por nocaute     | 8           | 0          |
| Por finalização | 2           | 1          |
| Por decisão     | 6           | 2          |

| Res.    | Cartel | Oponente                      | Método                               | Evento                                       | Data       | Round | Tempo | Local                      | Notas                                    |
| ------- | ------ | ----------------------------- | ------------------------------------ | -------------------------------------------- | ---------- | ----- | ----- | -------------------------- | ---------------------------------------- |
| Derrota | 16-3   | Victor Henry                  | Decisão (unânime)                    | UFC 270: Ngannou vs. Gane                    | 22/01/2022 | 3     | 5:00  | Anaheim, Califórnia        |                                          |
| Derrota | 16-2   | Timur Valiev                  | Decisão (majoritária)                | UFC Fight Night: Gane vs. Volkov             | 26/06/2021 | 3     | 5:00  | Las Vegas, Nevada          |                                          |
| Vitória | 16-1   | Khalid Taha                   | Decisão (unânime)                    | UFC Fight Night: Santos vs. Teixeira         | 08/11/2020 | 3     | 5:00  | Las Vegas, Nevada          | Luta da Noite.                           |
| Vitória | 15-1   | Said Nurmagomedov             | Decisão (unânime)                    | UFC Fight Night: Edgar vs. The Korean Zombie | 21/12/2019 | 3     | 5:00  | Busan                      |                                          |
| Vitória | 14-1   | Carlos Huachín                | Nocaute Técnico (socos)              | UFC 237: Namajunas vs. Andrade               | 11/05/2019 | 2     | 4:49  | Rio de Janeiro             |                                          |
| Vitória | 13-1   | Chris Gutiérrez               | Finalização (mata leão)              | The Ultimate Fighter: Heavy Hitters Finale   | 30/11/2018 | 2     | 4:12  | Las Vegas, Nevada          | Estreia nos Galos.                       |
| Vitória | 12-1   | Kurt Holobaugh                | Nocaute (socos)                      | UFC Fight Night: dos Santos vs. Ivanov       | 14/07/2018 | 3     | 1:29  | Boise, Idaho               | Estreia no UFC.                          |
| Vitória | 11-1   | Dan Moret                     | Nocaute (socos)                      | RFA 45 - Meerschaert vs. Waldon              | 28/10/2016 | 2     | 0:51  | Prior Lake, Minnesota      | Defendeu o Cinturão Peso Pena do RFA.    |
| Vitória | 10-1   | Bobby Moffett                 | Decisão (unânime)                    | RFA 39 - Barcelos vs. Moffett                | 17/06/2016 | 5     | 5:00  | Hammond, Indiana           | Defendeu o Cinturão Peso Pena do RFA.    |
| Vitória | 9-1    | Ricky Musgrave                | Decisão (Unânime)                    | RFA 29 - USA vs. Brazil                      | 21/08/2015 | 5     | 5:00  | Sioux Falls, Dakota do Sul | Ganhou o cinturão Peso Pena vago do RFA. |
| Vitória | 8-1    | Jamal Parks                   | Nocaute (socos)                      | RFA 23 - Murphy vs. Ware                     | 06/02/2015 | 1     | 2:31  | Costa Mesa, California     |                                          |
| Derrota | 7-1    | Mark Dickman                  | Finalização (mata leão)              | RFA 14 - Manzanares vs. Maranhao             | 11/04/2014 | 2     | 2:06  | Cheyenne, Wyoming          |                                          |
| Vitória | 7-0    | Tyler Toner                   | Decisão (Unânime)                    | RFA 11 - Manzanares vs. Makovsky             | 22/11/2013 | 3     | 5:00  | Broomfield, Colorado       |                                          |
| Vitória | 6-0    | Erinaldo dos Santos Rodrigues | Nocaute (joelhada voadora e socos)   | WFC - Webfight Combat 2                      | 07/07/2013 | 1     | 3:25  | Rio de Janeiro             |                                          |
| Vitória | 5-0    | Joao Herdy Jr.                | Nocaute Técnico (socos)              | WFC - Web Fight Combat                       | 27/01/2013 | 2     | 0:00  | Rio de Janeiro             |                                          |
| Vitória | 4-0    | Jorge Rodrigues Silva         | Decisão (unânime)                    | Shooto Brazil - Shooto Brazil 34             | 21/09/2012 | 3     | 5:00  | Brasília, Distrito Federal |                                          |
| Vitória | 3-0    | Fabricio Batista              | Nocaute Técnico (socos)              | Shooto Brazil - Shooto Brazil 32             | 14/07/2012 | 1     | 0:21  | Rio de Janeiro             |                                          |
| Vitória | 2-0    | Gilmar Silva Milhorance       | Finalização (guilhotina)             | Shooto Brazil - Shooto Brazil 29             | 26/04/2012 | 1     | 1:16  | Rio de Janeiro             |                                          |
| Vitória | 1-0    | Vitor Riso                    | Nocaute Técnico (interrupção médica) | Shooto Brazil - Shooto Brazil 28             | 10/03/2012 | 1     | 5:00  | Rio de Janeiro             |                                          |